# 4e régiment de lanciers (Belgique)
Le 4e régiment de lanciers (néerlandais : 4de Lansiers) était un régiment de cavalerie de l'armée belge. Il fusionne le 30 juin 1994 avec le 2e régiment de Lanciers pour former le 2/4 régiment de lanciers qui est en garnison à Bourg-Léopold. En 2010, le régiment est dissous.

## Historique
L'unité est créée le 1er janvier 1863 à partir du 2e régiment de cuirassiers (créé lui le 16 juin 1836).

### Première Guerre mondiale
Le régiment combat sur le front lors de la Première Guerre mondiale et se distingue lors de la bataille de Haelen, sous les ordres de Cyriaque Gillain et par la capture d'un sous-marin allemand en 1917 à Wissant. Après l'armistice, le régiment est stationné un temps sur le Rhin comme unité d'occupation puis à Spa avant de retourner sur le Rhin. Pour des raisons d'économie, il est dissous une première fois le 10 février 1926.

### Seconde Guerre mondiale
Lors de la mobilisation de 1939, le régiment est reconstitué à Tirlemont le 15 septembre. Il prend part à la campagne des dix-huit jours et se distingue en 1940 sur la Lys.

### Après-guerre
Après la Seconde Guerre mondiale, le régiment est dissous une seconde fois puis réactivé en 1952 comme bataillon de char à Bourg-Léopold. Il est alors équipé de chars Patton. Il remporte deux fois le Canadian Army Trophy, en 1963 et en 1964, et occupe la 2e ou 3e place du podium les trois années suivantes, avec le plus vieux char de la compétition, un M47 Patton. En 1957, il est transformé en bataillon de reconnaissance et se voit attribuer de nouveaux quartiers à Werl en Allemagne. En 1961, le 4e lanciers redevint un bataillon de chars. Il est caserné à Soest où il est équipé de chars Léopard à partir de 1968.

## Étendard
L'étendard du 4e régiment de lanciers (anciennement celui du 2e régiment de cuirassiers) est attribué par le roi Léopold Ier le 23 septembre 1838 à Bruges. Il porte les inscriptions suivantes :
- Campagne 1914-1918
- Haelen
- Wippelghem
- Anvers
- La Gette
- Zwijndrecht

Fourragère de la Croix de Guerre 1914-1918 et fourragère de 3e classe aux couleurs du ruban de l'ordre de Léopold.

## Chefs de corps

### 2erégimentde cuirassiers
- 1836 – 1842 : Colonel Delobel
- 1842 – 1848 : Colonel Omer Ablaÿ
- 1848 – 1854 : Colonel Frison
- 1855 – 1859 : Colonel Euchene
- 1859 – 1863 : Colonel Selle

### 4erégimentde lanciers
- 1863 – 1867 : Colonel Bouquelle
- 1867 – 1869 : Colonel Frantzen
- 1869 – 1874 : Colonel Nijpels
- 1875 – 1879 : Colonel Mabilde
- 1879 – 1885 : Colonel Baron de Wenckstern
- 1885 – 1889 : Colonel breveté d'État-Major Van Eeckhout
- 1889 – 1890 : Lieutenant-colonel Henot
- 1890 – 1891 : Lieutenant-colonel Lutens
- 1891 – 1894 : Colonel Van Bomberghen
- 1894 – 1900 : Colonel breveté d'État-Major Mersch
- 1900 – 1905 : Colonel comte van der Stegen de Putte
- 1905 : Lieutenant-colonel Daufresne de La Chevalerie
- 1905 – 1908 : Colonel Hosselet
- 1908 – 1913 : Colonel de Formanoir de La Cazerie
- 1913 – 1914 : Colonel breveté d'État-Major Gillain
- 1914 – 1918 : Colonel de Schietere de Lophem
- 1918 – 1918 : Colonel breveté d'État-Major de Longueville
- 1918 – 1919 : Colonel vicomte Jolly
- 1919 – 1920 : Colonel breveté d'État-Major baron de Renette de Villers Pervin
- 1920 – 1926 : Colonel breveté d'État-Major Montegnie
- 1939 – 1940 : Lieutenant-colonel Jooris
- 1952 – 1954 : Lieutenant-colonel Cordier
- 1954 – 1955 : Lieutenant-colonel Thiran
- 1955 – 1958 : Lieutenant-colonel Van Tiggelen
- 1958 – 1961 : Colonel Verschueren
- 1961 – 1963 : Lieutenant-colonel breveté d'État-Major Gerits
- 1963 – 1969 : Lieutenant-colonel Denis
- 1969 – 1973 : Lieutenant-colonel Leroy
- 1973 – 1976 : Lieutenant-colonel van Aken
- 1976 – 1976 : Major van Thienen
- 1976 – 1978 : Lieutenant-colonel breveté d'État-Major Steens
- 1978 – 1980 : Lieutenant-colonel breveté d'État-Major Derwael
- 1980 – 1982 : Lieutenant-colonel breveté d'État-Major Vervotte
- 1982 – 1985 : Lieutenant-colonel breveté d'État-Major Ceulemans
- 1985 – 1985 : Major Gesquire
- 1985 – 1987 : Lieutenant-colonel breveté d'État-Major Simons
- 1987 – 1990 : Lieutenant-colonel breveté d'État-Major Maenhoudt
- 1990 – 1992 : Lieutenant-colonel breveté d'État-Major Lecluyse
- 1992 – 1994 : Lieutenant-colonel Mommens

## Sources
- (nl) Cet article est partiellement ou en totalité issu de l’article de Wikipédia en néerlandais intitulé « 4de Lansiers » (voir la liste des auteurs).
- Site de l'armée belge
- Historiek 4de Regiment Lansiers 1836 – 1973, Soest, 1994.